# ادوارد اوکساپ
ادوارد اوکساپ (انگلیسی: Edward Mieczysław Ochab؛ ۱۶ اوت ۱۹۰۶ – ۱ مه ۱۹۸۹) یک سیاست‌مدار اهل لهستان و از مارس تا اکتبر ۱۹۵۶ دبیر اول حزب کارگران متحد لهستان بود.